# Алфонсо Гарсија Роблес
Алфонсо Гарсија Роблес (енгл. Alfonso García Robles, Замора де Идалго, Мичоакан , Мексико 20. марта 1911, - Мексико Сити, Мексико, 2. септембра 1991), био је мексички дипломата и политичар који је, заједно са Швеђанком Алвом Мирдал  добио Нобелову награду за мир 1982. године.

## Живот и каријера
Алфонсо Гарсија Роблес рођен је у Замора де Идалго у мексичкој држави Мичоакан. Студирао је право на Националном аутономном универзитету Мексика (УНАМ).
У спољну политику укључио се 1939. године. Први пут је био делегат 1945. године на конференцији у Сан Франциску у организацији Уједињених нација.
Био је амбасадор у Бразилу од 1962. до 1964. године, а државни секретар у министарству спољних послова од 1964. до 1970. године.
Од 1971. до 1975. године  служио је као представник своје земље при Уједињеним нацијама, а касније је именован за сталног мексичког представника у Комитету за разоружање.

## Нобелова награда
Алфонсо Гарсија Роблес добио је Нобелову награду за мир 1982. године као један од покретача Споразума Тлателоко, којим су Латинска Америка и Кариби постале слободне зоне без нуклеарног оружја. Већина земаља региона споразум је потписала 1967. године, мада је требало неко време да неке државе ратификују споразум.